# Gingins
Gingins ist eine politische Gemeinde im Distrikt Nyon des Kantons Waadt in der Schweiz.

## Geographie
Gingins liegt auf 542 m ü. M., 5 km nordwestlich des Bezirkshauptortes Nyon (Luftlinie). Das Dorf erstreckt sich am Jurasüdfuss, am Fuss der La Dôle, in aussichtsreicher Lage rund 170 m über dem Seespiegel des Genfersees.
Die Fläche des 12,6 km² grossen Gemeindegebiets umfasst einen Abschnitt des Waadtländer Juras und des Jurasüdhangs. Der Gemeindeboden erstreckt sich in einem schmalen Streifen vom Flusslauf der Asse nach Nordwesten den dicht bewaldeten Jurahang hinauf (Bois d’Arpey, Bois des Balandes) bis auf die Höhe der La Barillette (1528 m ü. M.), des östlichen Vorbergs der La Dôle. Nordwestlich der Barillette schliessen sich die Mulde von Le Vuarne und die Pointe de Poêle Chaud (1628 m ü. M.) mit der Pointe de Fin Château (1556 m ü. M.) an. Auch der Westhang der Dôle (mit 1677 m ü. M. höchster Punkt der Gemeinde) und die Skistation Couvaloup gehören zum Gemeindegebiet von Gingins. Auf der Antiklinale der Dôle befinden sich ausgedehnte Jurahochweiden mit den typischen mächtigen Fichten, die entweder einzeln oder in Gruppen stehen. Von der Gemeindefläche entfielen 1997 6 % auf Siedlungen, 57 % auf Wald und Gehölze, 35 % auf Landwirtschaft, und etwas weniger als 2 % war unproduktives Land.
Zu Gingins gehören mehrere grosse Einfamilienhausquartiere sowie einige Einzelhöfe. Die Nachbargemeinden von Gingins sind im Westen La Rippe, im Süden Chéserex, im Südsüdosten Grens, im Nordosten Trélex und im Norden Saint-Cergue im Kanton Waadt sowie im Nordwesten Prémanon im angrenzenden Frankreich.

## Bevölkerung
Mit 1266 Einwohnern (Stand 31. Dezember 2023) gehört Gingins zu den mittelgrossen Gemeinden des Kantons Waadt. Von den Bewohnern sind 76,9 % französischsprachig, 11,0 % englischsprachig und 7,5 % deutschsprachig (Stand 2000). Die Bevölkerungszahl von Gingins belief sich 1850 auf 397 Einwohner, 1900 auf 377 Einwohner. Nach 1960 (366 Einwohner) setzte eine rasante Bevölkerungszunahme mit einer Verdreifachung der Einwohnerzahl innerhalb von 40 Jahren ein.

## Wirtschaft
Gingins war bis Mitte des 20. Jahrhunderts ein hauptsächlich durch die Landwirtschaft geprägtes Dorf. Heute konzentriert sich die Landwirtschaft auf den Ackerbau am Jurafuss sowie auf Viehzucht und Milchwirtschaft in den höherliegenden Gemeindegebieten. Wegen des grossen Waldanteils hat auch die Forstwirtschaft eine gewisse Bedeutung. Weitere Arbeitsplätze gibt es im Gewerbe und im Dienstleistungssektor. In den letzten Jahrzehnten hat sich das Dorf dank seiner attraktiven Lage zu einer Wohngemeinde entwickelt. Zahlreiche Erwerbstätige sind Wegpendler, die vor allem in Nyon und in Genf arbeiten.

## Verkehr
Die Gemeinde liegt zwar abseits grösserer Durchgangsstrassen, ist aber verkehrstechnisch trotzdem gut erschlossen. Der Autobahnanschluss Nyon an der A1 (Genf–Lausanne) ist nur rund 3 km vom Ort entfernt. Durch einen Postautokurs, der Gingins mit Nyon verbindet, ist das Dorf an den öffentlichen Verkehr angeschlossen.

## Geschichte
Reste einer während der Römerzeit benutzten Bleigiesserei deuten auf eine frühe Besiedlung des Gemeindegebietes hin. Gingins wurde ursprünglich Gimmianus genannt. Im 12. Jahrhundert wurde die Herrschaft Divonne unter zwei Erben aufgeteilt, von denen der eine den östlichen Teil erhielt und damit die Herrschaft Gingins begründete.
Mit der Eroberung der Waadt durch Bern im Jahr 1536 kam Gingins unter die Verwaltung der Vogtei Nyon und bildete darin die Kastlanei Gingins. Als sich 1711 die Vogtei Bonmont von Nyon loslöste, wurde das Dorf dieser zugeschlagen. Die von der jeweiligen Oberhoheit abhängige Herrschaft Gingins hatte bis 1757 Bestand. Nach dem Zusammenbruch des Ancien Régime gehörte Gingins von 1798 bis 1803 während der Helvetik zum Kanton Léman, der anschliessend mit der Inkraftsetzung der Mediationsverfassung im Kanton Waadt aufging. 1798 wurde es dem Bezirk Nyon zugeteilt.

## Sehenswürdigkeiten

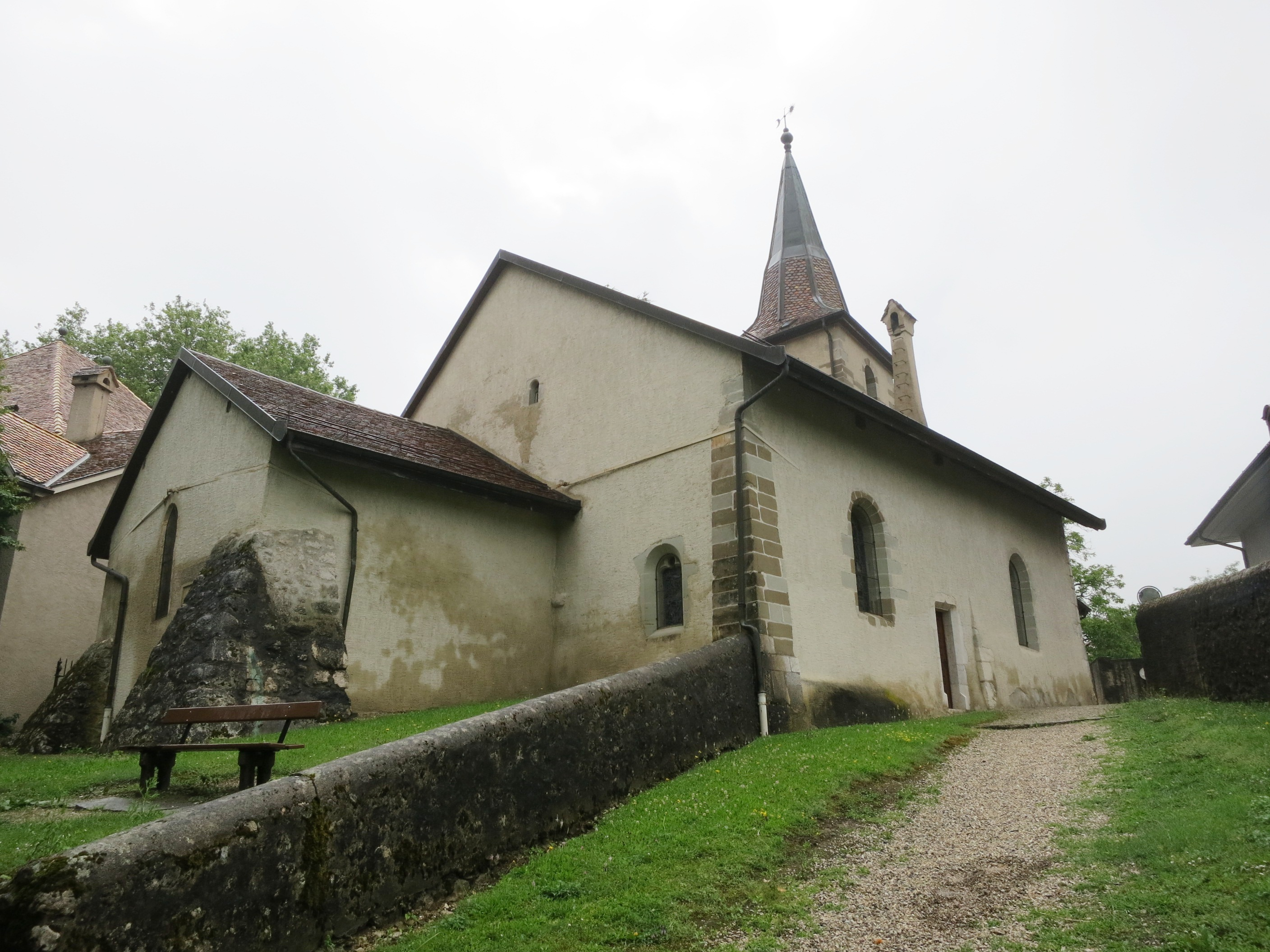
Kirche Saint-Laurent

Die reformierte Kirche Saint-Laurent wurde 1211 erstmals erwähnt. Der Bau ist im Kern romanisch, wurde während der Gotik aber vergrössert; auch der Frontturm zeigt gotische Stilformen. Später erfolgten weitere Umbauten und Renovationen. Das neben der Kirche stehende Pfarrhaus stammt aus dem 18. Jahrhundert. Das Schloss von Gingins, ein massiver viereckiger Bau flankiert von drei Türmen, wurde 1440–1444 errichtet. Trotz mehreren Umbauten hat es sein mittelalterliches Aussehen bewahrt. Im Ortskern sind einige Bauernhäuser aus dem 17. bis 19. Jahrhundert erhalten.